# Harpobittacus nigriceps
Harpobittacus nigriceps is een schorpioenvliegachtige uit de familie van de hangvliegen (Bittacidae). De wetenschappelijke naam van de soort is voor het eerst geldig gepubliceerd door Selys in 1868.
De soort komt voor in Australië.